# Qingyang, Chizhou
Qingyang, tidigare romaniserat Tsingyang, är ett härad i staden Chizhou i provinsen Anhui i östra Kina.

## Administrativ indelning
Häradet är indelat i tio köpingar, tre socknar och en administrativ enhet på sockennivå.
Köpingar (zhen):

- Dingqiao (丁桥镇)
- Jiuhua (九华镇) [a]
- Lingyang (陵阳镇)
- Miaoqian (庙前镇)
- Muzhen (木镇镇)
- Rongcheng (蓉城镇)
- Xinhe (新河镇)
- Yangtian (杨田镇)
- Youhua (酉华镇)
- Zhubei (朱备镇)

Socknar (xiang):

- Ducun (杜村乡)
- Jiuhua (九华乡) [a]
- Qiaomu (乔木乡)

Områden på sockennivå:
- Qingyangxian Kaifaqu (utvecklingszon) (青阳县开发区)

Anmärkning:
1. 1 2  I Qingyang härad finns både en köping och en socken med namnet Jiuhua.